# Roiu
Roiu – osiedle (alevik) w Estonii, w prowincji Tartu, w gminie Kastre.

## Etymologia
Sugeruje się, że nazwa osiedla wywodzi się od słowa roid, które ma trzy znaczenia: 1) brud, kurz, śmierci; 2) gruby piasek; 3) biedne, chude zwierzę.

## Historia
Tereny, na którym znajduje się obecnie Roiu, było zamieszkiwane już w 1627 roku. Roiu jako alevik zostało założone w 1977 roku. Przed reformą estońskiej administracji samorządu lokalnego w 2017 roku Roiu należało do gminy Haaslava.

## Demografia
Według spisu ludności z 2011 roku w Roiu mieszkało 434 mieszkańców, z czego 379 (87,3%) stanowili Estończycy. Według spisu ludności z 2021 roku w Roiu mieszkało 437 mieszkańców, z czego 396 (90,6%) stanowili Estończycy.